# Wings of the Navy
Wings of the Navy is een Amerikaanse dramafilm uit 1939 onder regie van Lloyd Bacon. Destijds werd de film in Nederland uitgebracht onder de titel Luchtduivels der marine.

## Verhaal
Jerry en Cass Harrington zijn twee strijdlustige broers. Als Cass een succesvolle piloot wordt, wil Jerry dat ook zijn. Tijdens de opleiding wordt hij verliefd op Irene Dale, de verloofde van Cass. Op het ogenblik dat Jerry slaagt, raakt Cass betrokken bij een vliegramp. Hij wordt gedwongen om op pensioen te gaan.

## Rolverdeling
| Acteur              | Personage             |
| ------------------- | --------------------- |
| George Brent        | Cass Harrington       |
| Olivia de Havilland | Irene Dale            |
| John Payne          | Jerry Harrington      |
| Frank McHugh        | Scat Allen            |
| John Litel          | Commandant Clark      |
| Victor Jory         | Luitenant Parsons     |
| Henry O'Neill       | Spreker               |
| John Ridgely        | Dan Morrison          |
| John Gallaudet      | Luitenant Harry White |
| Donald Briggs       | Instructeur           |
| Edgar Edwards       | Ted Parsons           |
| Regis Toomey        | Vlieginstructeur      |
| Alberto Morin       | Armando Costa         |
| Jonathan Hale       | Commandant            |
| Pierre Watkin       | Kapitein March        |